# 多羽复叶耳蕨
多羽复叶耳蕨（学名：Arachniodes amoena）为鳞毛蕨科复叶耳蕨属下的一个种。